# Lipianki (Łódź)
Pour les articles homonymes, voir Lipianki.
Lipianki est une localité polonaise de la gmina d'Ujazd, située dans le powiat de Tomaszów Mazowiecki en voïvodie de Łódź.